# 担保権 (英米法)
英米法上の担保権（たんぽけん、英: security interest）は、債務の履行（通常は負債の支払）を担保するために、合意によりまたは法律の効力により資産の上に創設される財産的な権益である。これにより担保権の受益者には担保目的たる資産の処分について一定の優先的な権利が与えられる。かかる権利は担保権の種類によって異なるが、多くの場合、担保権の保有者は、当該担保権によって担保される負債の回収のために、当該財産を差し押さえ、さらに通常は売却することができる。

## 理論
被担保債権者は、債務者がその債務を不履行した場合に、担保権を行使して担保目的物に対するその権利を実行する。債務者が破産した場合、被担保債権者は、配当において無担保債権者に対して優先することとなる。
人々が資産に対する担保を取得するのには他にも理由がある。2当事者間の株主間契約（ジョイント・ベンチャーなど）においては、当該契約上の債務の履行の担保のために一方の株主が有する株式を他方の株主に相互に提供し合い、他方の株主が第三者に株式を売却することを防止しようとすることがある。銀行が、企業に対して、担保として浮動担保を取得することがあるとされる―これは負債の支払の担保のためというよりは、むしろ、他の銀行が当該企業に（通常は）貸付けを行わないことを確保し、これにより、当該企業に対する貸付けについては浮動担保を有する銀行がほぼ独占することとなるようにするためである。
経済学者によっては担保権と担保付き貸付け一般の効率性に疑問を呈する者もいる。これに対して、支持者は、担保権は貸付人のリスクを低減し、そのため貸付人は利率を低くするので、借入人にとって資本コストが低減されるという。例えば、住宅ローンとクレジットカードによる負債の利率を比較するとよい。
反対者の主張は、担保権を有する債権者は、財政的困難を抱えるがまだ回復可能で収益性のある企業を破壊してしまうというものである。有担保貸付人は神経質になって担保権を早期に実行してしまい、重要な資産を取り上げて企業を破産に追い込んでしまいかねないというのである。さらに、ほとんどの倒産法制の一般原則は、債権者は平等に（すなわち、パリ・パスに）取り扱われるべきというものであり、一定の資産について有担保債権者の優先権を認めることは、倒産の概念的基礎を転覆させてしまうというのである。
担保に対するより洗練された批判が指摘するのは、無担保債権者が倒産による損失を低減させるには彼らは高い利率を課すことによって償われるべきであるが、多くの無担保債権者は自身の利率を高く変更することができない（不法行為債権者や労働者）ため、企業は、金利を変更できないこれらの債権者の損失の下で、低廉な利率により利益を得ている、というものである。このように、これらの債権者から担保付き借入人に対する価値の移転があるというのである。
ほとんどの倒産法は、対当する負債の相殺を許容し、一定の債権者（倒産債務者に対して金銭の支払債務を負う者）に対してより優先的な地位を与えている。国によっては、「非任意」債権者（不法行為の被害者など）もまた優先的地位を有し、また、その他の国では、環境保護に関する債権は、汚染除去費用について特別な優先的権利を有することがある。
担保付き貸付けに対して最も多くなされる批判は、有担保債権者が重要な資産を差し押さえて売却することが許されるのであれば、清算人または破産管財人は事業をゴーイング・コンサーンとして売却することができなくなり、事業を解体して売却することを強いられかねない、というものである。これは無担保債権者への配当が減少することを意味し得るし、また、労働者が余剰人員とされてしまうことを常に意味する。
こういった理由のため、多くの法域においては、倒産時における有担保債権者による権利の実行を制限している。米国においては、チャプター11は、担保権の実行を完全に否定しており、その目的は企業が債権者の権利を犠牲として企業を継続させることであり、そのことを理由にしばしば強く批判されている。
イギリスにおいては、財産管理命令が類似の効力を有するが、債権者の権利に関するその射程と制限はより狭い。ヨーロッパの制度は親債権者的であるとしてしばしば褒めちぎられるが、多くのヨーロッパの法域においても、有担保債権者がその権利を実行することができるようになるまでに一定期間の制限がなされている。債権者の権利を保護する最も厳格な法域はオフショア金融センターであろう。これは、有担保債権者に強くバイアスのかかった法制度によって、銀行がオフショア組織により低利で貸付けを行うことを推奨し、これにより企業がより低利で資金調達をできることを望んでのことである。

## 担保
イングランド法上、およびイングランド法に由来する英米法系法域においては、8種類の財産的な担保権が存在する。(1)「真正な」コモン・ロー上の譲渡抵当、(2)衡平法上の譲渡抵当、(3)制定法上の譲渡抵当、(4)衡平法上の固定担保権または売渡証、(5)衡平法上の浮動担保権、(6)質権、(7)コモン・ロー上のリーエン、(8)衡平法上のリーエンおよび(9)抵当または輸入担保荷物保管証である。
英米法における担保権は、占有型または非占有型であり、これは, 担保権者が担保目的物に対する現実の占有を要するか否かによって決せられる。また、担保権が生じるのは、（通常は担保契約を締結する）当事者間の合意によるか、または、法律の効力による。
以下の議論は、主としてイングランド法に関する担保権の種類である。担保権に関するイングランド法は多くの英米法諸国に模倣されており、多くの英米法諸国は、コモン・ローの準則を規律する類似した財産権法を有している。

## 種類
担保権はどのような財産についても設定し得る。法は、財産を2種類に分割する。すなわち、人的財産と物的財産である。物的財産とは、土地、当該土地に固定された建物および当該土地に伴う権利である。人的財産は、物的財産以外の財産として定義される。

### 「真正な」コモン・ロー上の譲渡抵当
コモン・ロー上の譲渡抵当が生じるのは、資産が担保権者に債務の担保として譲渡されたが、当該債務が履行されたときには当該資産の返還を受ける権利に服している場合である。この権利は受戻権と呼ばれる。法は、歴史的に、この資産の返還を受ける権利を妨げ得る条項について否定的な見方をしていたが（受戻権に対する足枷であるといわれた。）、近年は、洗練された金融取引との関係においてはこの立場は緩和されてきた。
「真正な」コモン・ロー上の譲渡抵当との言い方は、前記の方法のただし書の付された伝統的なコモン・ロー上の移転方法による譲渡抵当を指しており、この言い方は、通常、衡平法上の譲渡抵当または制定法上の譲渡抵当との区別のために用いられる。真正なコモン・ロー上の譲渡抵当は、会社の株式に関してみられることを除けば、近代的な商取引においては比較的まれである。イングランドにおいては、土地に対する真正なコモン・ロー上の譲渡抵当は廃止され、制定法上の譲渡抵当に置き換わっている。
コモン・ロー上の譲渡抵当を完成するために通常必要となるのは、当該資産に対する権限が担保権者の名義に譲渡され、担保権者（またはその名義人）が当該資産に対するコモン・ロー上の権限保有者となることである。コモン・ロー上の譲渡抵当がこの方法によって完成しなかった場合には、通常は、衡平法上の譲渡抵当としての効力を有することとなる。権原の移転の要件のため、将来財産についてコモン・ロー上の譲渡抵当を設定することは不可能であり、同一資産に対して2つ以上のコモン・ロー上の譲渡抵当を設定することも不可能である。しかしながら、譲渡抵当（コモン・ロー上および衡平法上）は非占有型の担保権である。通常、譲渡抵当を設定する当事者（譲渡抵当設定者）は譲渡抵当に供した資産を引き続き占有する。
コモン・ロー上の譲渡抵当の保有者は、被担保債権が不履行となった場合には3つの主要な救済手段を有する。すなわち、当該資産に対して受戻権喪失を行うことができ、当該資産を売却することができ、または当該資産の管財人を選任することができる。譲渡抵当の保有者は、通常、さらに譲渡抵当の証書に多くの場合記載された金銭の支払約束について訴えを提起することもできる。譲渡抵当の保有者に利用可能な救済手段はさまざまであるが、これはほとんど土地に関連しており、したがって、制定法によって置き換えられており、また、実務上は他の資産との関連で行使されることはまれであった。譲渡抵当の受益者（譲渡抵当権者）は、その救済手段の全てについて、これを用いるのに、同時であってもよいし、または連続してであってもよい。売却権限が行使されてもなお不足がある場合には、譲渡抵当の保有者はなお支払約束に関して訴えを提起することができる。しかし、これには2つの例外がある。すなわち、ひとたび仮判決が受戻権喪失手続において認められれば、売却権限は裁判所の許可の下でしか行使できず、また、受戻権喪失と支払約束に関する権利の実行のための申立ては同一の手続においてなされなければならない。
受戻権喪失は救済手段としてはまれにしか行使されない。受戻権喪失を実行するには、担保権者は裁判所に対して申立てをする必要があり、命令は2段階で下されるため（「仮」と「確定」）、この手続は、遅く、そして煩わしい。裁判所は、歴史的に、受戻権喪失命令を下すのに消極的であり、しばしばこれに替えて司法上の売却を命じる。当該資産が被担保債権の価値を上回る場合には、担保権者は通常は余剰額について責任を負うこととなる。たとえ裁判所が確定判決を下して受戻権喪失を命じた場合であっても、命令の発出後において裁判所はなお絶対的な裁量をもって受戻権喪失を再開することができるが、これは購入した第三者の権原には影響を及ぼさない。
コモン・ロー上の譲渡抵当の保有者はさらに、当該資産に対する売却権限を有する。あらゆる譲渡抵当は、黙示の売却権限を包含する。この黙示の権限は、譲渡抵当証書に正式に押印されていなかったとしても存在する。捺印証書（deed）の方法による全ての譲渡抵当は、さらに制定法による黙示の売却権限も包含するのが通常であるが、制定法上の権限の行使は制定法の規定による制限を受ける。いずれの黙示の売却権限も裁判所の命令を要しないが、裁判所は通常司法上の売却を命じることができる。担保権者は合理的に得られる最高の価格を得る義務を負うが、売却が特定の方法によって行われることまでは求められない（すなわち、競売でも秘密入札でもよい。）。合理的に取得可能な最高の価格が何かは、当該資産と関連する対価について利用可能な市場に依存する。売却は、真正売買でなければならない―譲渡抵当は、単独であれ他と一緒であれ、たとえ公正価額であってもそれ自体を売却することはできず、そのような売却は、制止されもしくは無効とされ、または無視される。
第3の救済手段は、管財人の選任である。テクニカルには、管財人を選任する権利は2つの異なる方法によって生じる―譲渡抵当の証書の規定と、（譲渡抵当の証書が捺印証書として締結されている場合には）制定法である。
イングランドにおいては、第3の救済手段として、2003年金融担保整理（第2号）規則 上の充当として存在し得る。これは、当該譲渡抵当に服する資産が金融担保であり、譲渡抵当の証書においてこの規則が適用を受ける旨が規定された場合である。ここでいう充当とは、これにより譲渡抵当権者が当該資産に対する権原を取得することができ、譲渡抵当設定者に対してその公正な時価について説明する責任を負うが、裁判所の命令の取得を必要としないものである。
譲渡抵当権者が占有を取得した場合、コモン・ローに基づいて彼らは譲渡抵当設定者に対して当該財産の価値を保存する厳格な義務を負う。しかしながら、コモン・ローの準則は取得して物理的な財産に関連しており、株式などの権利に対する「占有」の所得についてどのように適用があり得るかについては先例が不足している。そうではあるが、譲渡抵当権者はやはり、自身の利益のためにも譲渡抵当設定者に対する潜在的責任に基づいても、譲渡抵当に供された財産の価値を保全する義務を尊重すべきであろう。

### 衡平法上の譲渡抵当
衡平法上の譲渡抵当は2つの異なる方法によって生じ得る―すなわち、コモン・ロー上の譲渡抵当が目的たる資産の譲渡によって完成させられなかった場合、または特に衡平法上の譲渡抵当として創設した場合のいずれかである。衡平法上の権利（例えば信託受益権）に対する譲渡抵当はいかなる場合においても必ず衡平法上のものに留まる。
一部の法域の法においては、権原文書の預託のみによって衡平法上の譲渡抵当が生じる。土地に関してはこれはイングランドでは廃止されたが、多くの法域においては、依然として、会社の株式は、株券をこの方法で預託することによって譲渡抵当に供されている。
一般論としては、衡平法上の譲渡抵当は、以下の2つの側面を除けば、完成したコモン・ロー上の譲渡抵当と同一の効力を有する。第1に、衡平法上の譲渡抵当であることにより、譲渡抵当に気づかなかった善意の有償購入者（bona fide purchaser for value）によって消滅させられることとなる。第2に、譲渡抵当に供された財産に対するコモン・ロー上の権原（legal title）が現に担保権者に与えられていないため、受戻権喪失などの救済手段を行使することに関連してさらなる段階を踏む必要があることである（もっとも、近時の東カリブ控訴院（Eastern Caribbean Court of Appeal）におけるen:Alfa Telecom Turkey Limited v Cukurova Finance International Limited HCVAP 2007/027の事例では、イングランド法に関して（したがって、枢密院に対しても同時に上訴がなされている。）、衡平法上の譲渡抵当権者（equitable mortgagee）が金融担保（この事例では株式）上の担保権を実行するには、利害関係のある譲渡抵当設定者およびその他の利害関係のある当事者に対して当該事実を告知すればよく、最初に株式の占有を取得する必要もなければ、株主名簿に所有者として記録される必要もないとした。）。

### 制定法上の譲渡抵当
多くの法域は、特定の資産について、その権原を譲渡抵当権者に移転することなく譲渡提供に供することを許容している。主として、制定法上の譲渡担保は、土地、登録された航空機および登録された船舶に関するものである。一般論としては、譲渡抵当権者は、伝統的な真正なコモン・ロー上の譲渡抵当の下で有したはずの権利と同一の権利を有することとなるが、実行方法については通常、制定法による規制を受ける。

### 固定担保権
衡平法上の固定担保権は、債務者の債務不履行時に特定の資産を引当てとする担保権者の権利であり、売却権限によっても管財人の選任によっても実行できる。これは、資産に対する担保の形態としてはおそらく最も通常である。テクニカルには、担保権（charge）（または「単なる」担保権）は司法の介入なしに実行する権限を含み得ない。なぜなら、担保目的資産に対する適切な財産的権益の移転を含まないためである。担保権がこの権利（管財人による私的な売却など）を含む場合、これは実際には衡平法上の譲渡抵当である。（譲渡抵当の方法による担保権（charge by way of mortgage）ともいう。）。この区別による違いはほとんどないため、「担保権」という語はしばしば衡平法上の譲渡抵当を含めて用いられる。
衡平法上の担保権（equitable charge）もまた非占有型の担保形態であり、担保権の受益者（担保権者）は担保目的物の占有を保持する必要はない。
担保権に相当する担保が、（法人ではなく）自然人によって提供された場合、これは売渡証と呼ばれ、売渡証に関する適用ある法令によって規制される。アイルランド、イングランドおよびウェールズにおける売渡証法の欠点により、個人が浮動担保を創設することは事実上不可能である。

### 浮動担保権
浮動担保権は、ひとたび結晶化すれば（通常は担保権設定者に対する清算手続の開始時）、その効力は衡平法上の固定担保権とほとんど同じであるが、それより前においては、これは浮動であり、担保権設定者の資産にいずれにも付着していないため、担保権設定者はその資産を処分する自由を保持する。

### プレッジ
プレッジは、占有型の担保の一形態であり、したがって、質入れされた資産は、質権の受益者（質権者）に対して物理的に引き渡されなければならない。質権は商取引で用いられることはまれであるが、依然として質屋において利用されている。質屋は、その古めかしい言葉の響きとは裏腹に、依然として規制を受ける金融業である。
質権者は、被担保債権の不履行時にはコモン・ロー上の売却権限を有しており、これは被担保債権が合意された時点までに満足されなかった場合（または合理的期間内における契約の不履行）によって生じる。売却権限が行使されると、質権の保有者は質権設定者に対して被担保債権の支払に充てた後の剰余金について説明しなければならない。
質権からは、管財人を選任する権利も受戻権喪失を行う権利も与えられない。質権の保有者が質入れされた資産を無権原に売却し又は処分した場合、質権設定者に対する横領として責任を負い得る。

### コモン・ロー上のリーエン
コモン・ロー上のリーエンは、多くの英米法系の法制度においては、被担保債権の担保として有形資産の物理的占有を保持する権利である。法域によっては、これは占有型の担保の一形態であり、当該資産の占有は担保権者に移転され（かつ維持され）なければならない。この権利は純粋に受動的である。すなわち、担保権者（リーエン権者）は当該資産を売却する権利を有しない。支払があるまで返還を拒絶する権利のみを有するのである。米国においては、リーエンは非占有型の担保たり得る。米国と他の英米法諸国の間の違いに関する議論については、リーエンを参照。
ほとんどのコモン・ロー上のリーエンは法律上当然に生じる（多くの場合はコモン・ローによってであるが、制定法によることもある。）が、契約によってコモン・ロー上のリーエンを創設することも可能である。裁判所は、当該契約において担保権者に売却権限を与えることも可能であることを確認しているが、当該権原に関する判例法は限定的であり、当該権原の行使に当たっていかなる制限および義務が課されることとなるかを知ることは困難である。

### 衡平法上のリーエン
衡平法上のリーエンは、若干無定形な担保権であり、一定の状況において法律の効力によってのみ生じる。学術上、これを生じさせる状況の背後には統一的な原則は考えにくいものとされてきた。
衡平法上のリーエンは、本質的には衡平法上の担保権としての効力を有し、特定の状況においてのみ生じる（例えば、代金未払いの売主の目的財産に対するリーエンは衡平法上のリーエンであり、海事リーエンも衡平法上のリーエンとされることがある。）。会社の定款において当該会社がその株式に対してリーエンを有すると規定した場合に、これが衡平法上のリーエンとして効力を有するかについて、議論の対象となることがあるが、これが正しければ、衡平法上のリーエンが合意によってではなく法律の効力によって生じるというルールに対するおそらく唯一の例外となろう。

### 抵当
抵当または輸入担保荷物保管証は、比較的まれで形態の担保権であるが、これにより資産を質入れするに際しては、伝統的な質権のように当該資産を引き渡すのではなく、文書またはその他の権原の証拠を交付するのである。抵当は、通常は冒険貸借との関連でみられ、これにより船荷証券は担保権者によって裏書きされ、担保権者は、担保が請け戻されない限り、船荷証券の交付によって目的となる財産を請求することができるのである。

## 担保権と一般債権
債権によっては、特に指定された財産に対する担保権によってのみを引当てとし、負債を返済する責任は当該財産自体をその限度として、債務者に対するさらなる請求はなされないことがある。これは「ノン・リコース債権」と呼ばれる。
それ以外の債権（すなわち、リコース債権）は、借入人の全信用力を引当てとする。借入人が不履行となれば、債権者は債務者を破産させ、債権者は債務者の全資産を分配することとなる。
債務者の相対的な信用力、資産の質、および債務者の債務から当該資産の債務を分離する仕組みの利用可能性に応じて、課される利率は他人よりも高くなったり低くなったりする。

## パーフェクション
担保権のパーフェクションは、法域により、法律家にとって意味するものは異なる。
- イングランド法においては、パーフェクションには制定法上または司法上の意味を持たないが、講学上、目的となる資産に対して担保権を付着させることを指すものとされてきた。そのほか、説得的な議論として、付着[75]は別の法的概念であり、パーフェクションとは担保権を第三者に対しても執行可能であることを確保するために必要な段階の一切を指すものとされる[76]。
- 米国法においては、パーフェクションは、一般に、担保権を債務者の倒産時においても依然として執行可能なものであることを確保するために必要な段階の一切を指すものとされている。

世界の法曹の米国化により、商事上は第二の定義がよく用いられるようになってきており、おそらく間違いなく好まれるようになっている。伝統的なイングランド法上の用語法は、比較的まれな真正なコモン・ロー上の譲渡抵当との関連を除けばほとんど意味がないためでもある（その他の担保権について資産への付着のために追加的な段階が求められることはほとんどないが、担保権を設定者の倒産時にも執行可能とするには何らかの形態の登記がしばしば必要とされるのである。）

## 準担保
このほかにも、現に当該資産に対する財産的な担保権を創設するものではないが、商事上の意味において担保を提供する効果を与えるように当事者間で取決めを行う方法は多い。例えば、被担保当事者のために目的物に関する委任状もしくは条件付きのオプションを授与し、権原留保特約を行い、または日付のない譲渡証書を締結することが可能である。これらの手法は、被担保当事者に対する保護は与え得るが、関連する資産に対して財産的権益を授与するものではなく、また、債務者が倒産した場合におけるその効力には限界がある。
資産の完全な移転を行うとともに、ひとたび被担保債権が返済されれば当該資産は返還される旨を規定することによって、担保の効果を再現することも可能である。法域によっては、この取決めは譲渡抵当の設定であると性質決定されるが（リキャラクタライゼーション）、多くの法域においては、両当事者に対してその取引を適切と考える性質に決定する自由を認めている。この通常の例としては、貸株や現先取引を用いて前払いされた金銭を担保する金融取引や、権原を移転する取決めである。これは例えば、ISDAマスター契約にイングランド法準拠の（セキュリティ・インタレスト方式ではなく）トランスファー方式のクレジット・サポート・アネックス（CSA）を付す場合がある。

## 米国―U.C.C.
米国においては、（物的財産ではなく）人的財産に対する担保権を規律する統一商事法典第9条により、担保権とは、債務の支払または履行を担保するための債務者の財産に対する権利とされる。
担保権は担保契約によって創設できる。担保契約においては、債務者が、ローンまたはその他の債務のための担保目的物たる債務者の財産に対する担保権を設定する。
担保権は、保有者に対して、一定の事由（ローンの不払など）の発生時において、当該財産に関する救済手段を行使する権利を与える。債権者は、被担保債権の満足のために当該財産の占有を取得することができる。保有者は、当該財産を公的な競売または私的な売買によって売却し、換価金を被担保債権の満足に充てることができる。換価金が被担保債権の額を超過した場合には、債務者は当該超過額を得ることができる。換価金が不足する場合には、担保権の保有者は、（米国の住宅ローンのようなノン・リコース債権でない限りは）不足金判決を得て、これにより全額の回収のためにさらなる法的手続を開始することができる。
米国においては、「担保権」との語は、しばしば、リーエンと置換え可能なものとして用いられる。しかしながら、リーエンはその目的物として人的財産よりもむしろより多くの場合には物的財産に関連するものである。
担保権は典型的には担保契約によって設定される。財産に関して担保権が成立するには、債務者が当該財産に対して所有権を有し、かつ、担保権の保有者が債務者に対して有価物を授与した（ローンを貸し付けるなど）ことが必要である。
保有者は、第三者に対する通知によって、担保権のパーフェクションを行うことができる。パーフェクションは、典型的には、貸付証書を政府（債務者が法人の場合にそれが設立された法域における州務長官など）に提出することによって達成できる。パーフェクションは、担保目的物が有形財産であれば、当該担保目的物の占有の取得によっても行うことができる。
パーフェクションがないと、担保権の保有者は、破産管財人や同一の担保目的物に対して担保権を主張する他の債権者を含む第三者との関係で担保目的物に対する自己の権利の実行に困難を来し得る。